# Extragerea de cunoștințe din date
Extragerea de cunoștințe din date, în engleză: data mining (în traducere liberă: minerit din date), este un proces de analiză a unor cantități mari de date și de extragere a informațiilor relevante din acestea folosind metode matematice și statistice.
Termenul este utilizat de obicei de către organizațiile ce se ocupă cu prelucrarea informațiilor despre companii și de către analiștii financiari, dar este folosit din ce în ce mai mult și în domeniul științific pentru extragerea informațiilor din volumuri mari de date, generate de exemplu de experimente moderne. Data mining a fost descrisă ca "extragerea netrivială a informațiilor implicite, anterior necunoscute și potențial utile din date", precum și ca "știința extragerii informațiilor utile din volume de date mari sau din baze de date".
Data mining, referitor la planificarea resurselor economice, este analiza statistică și logică a unor mari volume de date despre tranzacții, în căutarea unor șabloane care pot ajuta procesul de luare a deciziilor.